# Labranza mínima

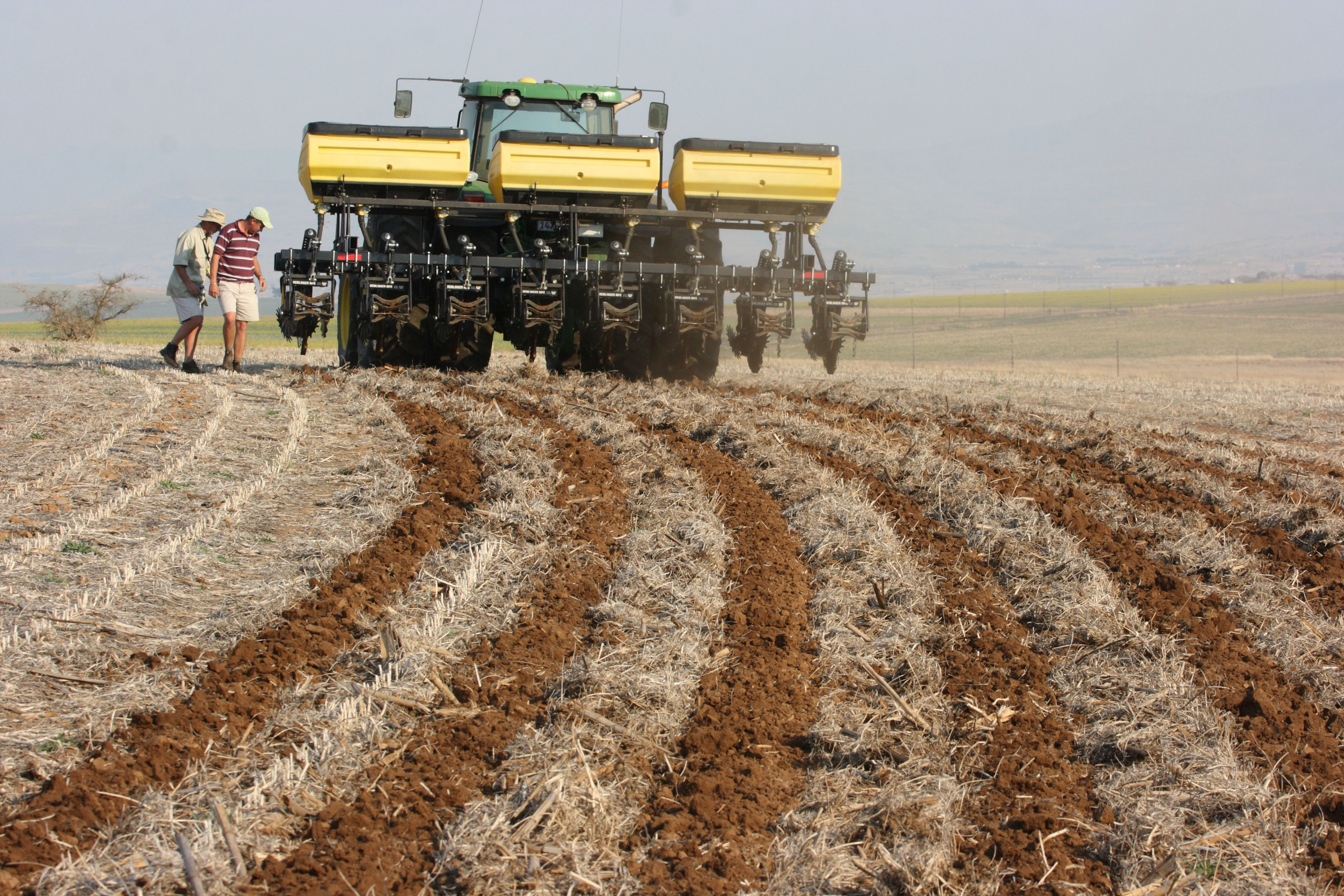
Ejemplo de labranza mínima, Sudáfrica

La labranza mínima se puede definir como el menor número de pasadas en el suelo para obtener una buena germinación y un buen desarrollo de las semillas, y para que resulte una buena población de plantas. La idea general se basa en trabajar en trenes de herramientas de manera que en una sola pasada, o máximo dos, se realice la preparación total del suelo y la siembra en conjunto.